# The Knife (альбом Goldfinger)
The Knife сьомий студійний альбом американського рок-гурту Goldfinger, виданий 23 липня 2017, на лейблі Rise Records. Це перший альбом за 9 років та перший для Тревіса Баркера, Майка Еррери та Філіпа Сніда у складі Goldfinger.

## Список пісень
| #   | Назва                                      | Автор                                | Тривалість |
| --- | ------------------------------------------ | ------------------------------------ | ---------- |
| 1.  | «A Million Miles»                          | Фельдман Баркер Еррера Снід          | 2:05       |
| 2.  | «Get What I Need»                          | Фельдман Баркер Еррера Снід          | 3:06       |
| 3.  | «Am I Deaf»                                | Фельдман                             | 3:04       |
| 4.  | «Tijuana Sunrise»                          |                                      | 3:38       |
| 5.  | «Put The Knife Away»                       | Фельдман                             | 2:58       |
| 6.  | «Don't Let Me Go»                          | Фельдман Баркер Еррера Снід          | 3:33       |
| 7.  | «Beacon»                                   | Фельдман                             | 3:09       |
| 8.  | «Who's Laughing Now»                       | Фельдман Баркер Еррера Снід          | 2:42       |
| 9.  | «Say It Out Loud»                          | Фельдман                             | 3:34       |
| 10. | «Orthodontist Girl»                        | Фельдман                             | 2:29       |
| 11. | «See You Around (за участі Марка Гоппуса)» | Фельдман Jonathan Fox Martin Johnson | 2:59       |
| 12. | «Liftoff»                                  |                                      | 3:27       |
| 13. | «Milla»                                    |                                      | 2:38       |

## Учасники запису
- Джон Фельдман — ведучий вокал, ритм-гітара, продюсер
- Тревіс Баркер — ударні
- Майк Еррера — бас-гітара, бек-вокал
- Філіп «Moon Valjean» Снід — ведуча гітара, бек-вокал